# УЕФА суперкуп 2018.
УЕФА суперкуп 2018. било је 43. издање УЕФА суперкупа, годишње фудбалске утакмице у организацији УЕФА, у којој учествују шампиони два највећа европска клупска такмичења: Лиге шампиона и Лиге Европе. У мечу су учествовали победници Лиге шампиона 2017/18. и Лиге Европе 2017/18. Суперкуп је био одигран на стадиону А. Ле Кок Арена у Талину у Естонији, 15. августа 2018, и то је било прво европско клупско финале које се одржало у Естонији. Освајач Суперкупа за 2018. годину је Атлетико Мадрид, којем је ово трећа титула у том такмичењу.
У марту 2018. године, УЕФА је најавила да ће четврта замена бити дозвољена у продужецима и да ће број измена бити повећан са 7 на 12.

## Тимови
| Тим             | Квалификације                   | Претходна учешћа (подебљаним словима истакнут победник) |
| --------------- | ------------------------------- | ------------------------------------------------------- |
| Реал Мадрид     | Победник Лиге шампиона 2017/18. | 6 (1998, 2000, 2002, 2014, 2016, 2017)                  |
| Атлетико Мадрид | Победници Лиге Европе 2017/18.  | 2 (2010, 2012)                                          |

## Место
Ле Кок арена је проглашен местом одржавања финала 15. септембра 2016. године, након одлуке извршног одбора УЕФА на састанку у Атини, Грчка. Стадион ће бити познат као Lilleküla Arena због спонзорских правила које одређује УЕФА.

## Меч

### Детаљи
Победник Лиге шампиона, Реал Мадрид, именован је као „домаћи тим” из административних разлога.
| Реал Мадрид                   | 2 : 4 (прод.) | Атлетико Мадрид                      |
| ----------------------------- | ------------- | ------------------------------------ |
| Бензема 27’ · Рамос пен’ (63) |               | Коста 1’ 79’ · Њигез 98’ · Коке 104’ |

| Реал Мадрид | Атлетико Мадрид |

| Правила меча - 90 минута. - 30 минута продужетака у случају нерешеног резултата након 90 минута. - Извођење пенала, ако је резултат нерешен и након продужетака. - Дванаест измена. - Максимално три замене по екипи, а четврта је дозвољена у продужецима. |

| Освајач УЕФА суперкупа 2018. |
| ---------------------------- |
| Атлетико Мадрид 3. титула    |